# Pölfing-Brunn
Pölfing-Brunn ist eine Marktgemeinde mit 1576 Einwohnern (Stand 1. Jänner 2024) im Bezirk Deutschlandsberg in der Steiermark.

## Geografie

### Lage

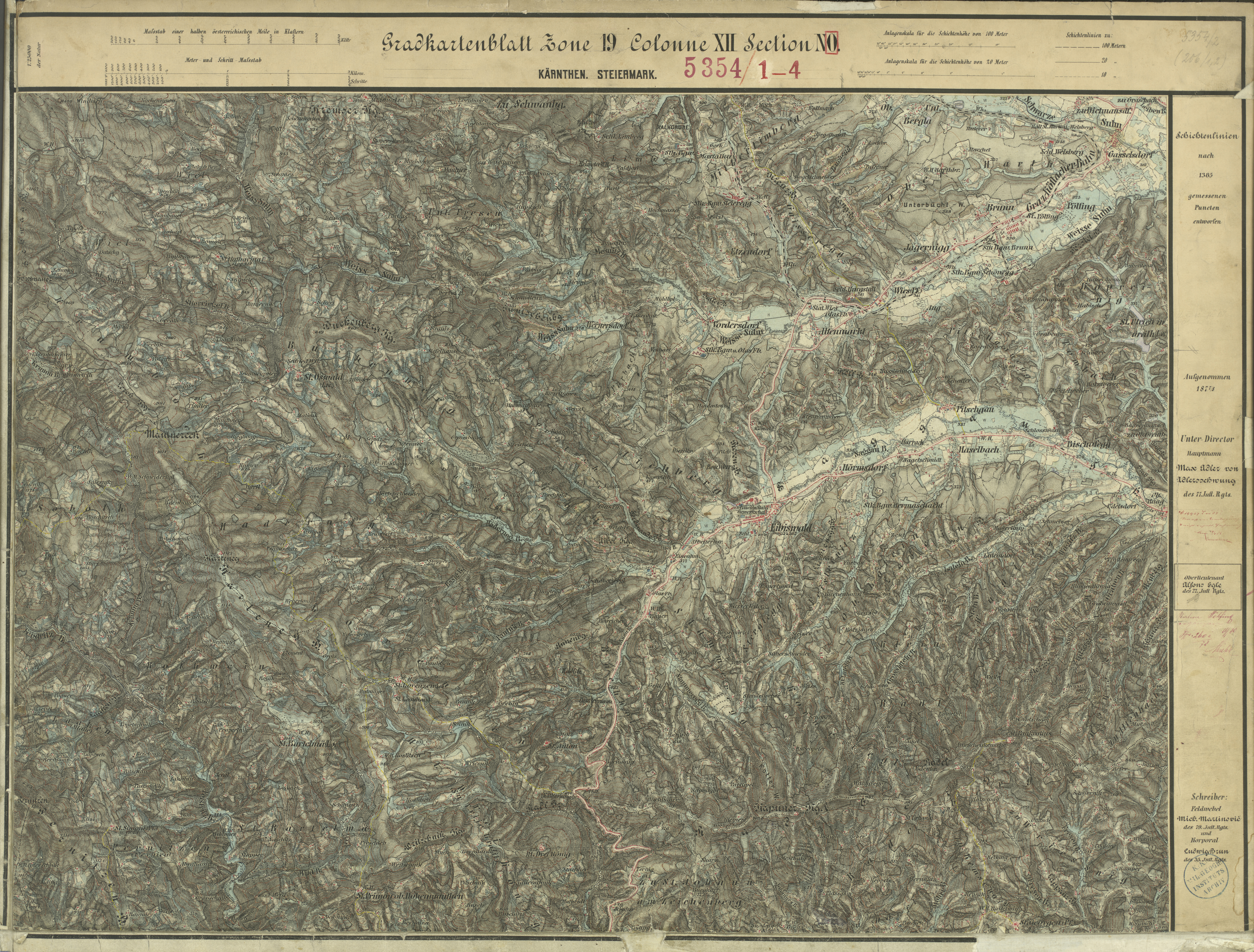
Pölfing und Brunn als Industrie- und Bergbauorte an der Wieserbahn, Landesaufnahme um 1877/78

Die Gemeinde Pölfing-Brunn liegt in der südlichen Weststeiermark am Fuße der Koralpe. Die Gemeinde wird von der Weißen Sulm durchflossen und erstreckt sich über eine Seehöhe von 313 bis 360 Meter.

### Gemeindegliederung
Pölfing-Brunn besteht aus drei Katastralgemeinden bzw. gleichnamigen Ortschaften (Fläche Stand 31. Dezember 2023, Einwohner: Stand 1. Jänner 2024):
- Brunn (227,75 ha, 1033 Ew.)
- Jagernigg (190,73 ha, 230 Ew.)
- Pölfing (197,3 ha, 313 Ew.)

Von der steiermärkischen Gemeindestrukturreform, die bis 2015 die Zahl der Gemeinden im Bezirk Deutschlandsberg von 40 auf 15 verringerte, war die Gemeinde nicht betroffen, eine Zusammenlegung mit anderen Gemeinden war im Rahmen dieser Reform auch nicht geplant.

### Nachbargemeinden
|      |                                             |                         |
| Wies | Kompassrose, die auf Nachbargemeinden zeigt | Sankt Martin im Sulmtal |
|      |                                             |                         |

## Geschichte
Das Gebiet von Pölfing-Brunn war schon in römischer Zeit besiedelt, was durch eine archäologische Fundstelle belegt ist.
Erstmals wurden die Orte der Gemeinde 1322 als Prunn, Jaegernich und Polvanch genannt. 1532 litt die Gemeinde unter dem Türkeneinfall unter Süleyman I., 1680 und 1730 unter der Pest. 1787 bestanden auf dem Gemeindegebiet bereits 78 Häuser mit 412 Einwohnern.
1790 wurde erstmals in Schönegg nach Kohle geschürft. 1800 folgte die Verleihung von Grubenmaßen an Ernst von Purgay. Nach wechselnden Besitzern der Schönegger Grube erwarb sie 1836 die Grazer Zuckerraffinerie. 1836 schürfte in Jagernigg und Schönegg auch die Laibacher Spinnfabrik. 1858 folgte der Aufschluss der Brunner Gruben, wobei gleichzeitig Grubenmaße in Jagernigg vergeben wurden.
Zwischen 1860 und 1872 folgte das Abteufen von vier Schächten sowie des Hauptschachtes in Pölfing-Brunn und die Anlage von sechs Stollen mit durchschnittlich 500 Meter Länge. 1871 gründete Wenzel Radimsky, Besitzer der Brunner Gruben, nach dem Erwerb der Schönegger und Jagernigger Gruben eine Kohlen- u. Handelsgesellschaft (WKHG). Zwischen 1871 und 1873 wurde zudem die Arbeitersiedlung „Colonie“ angelegt und 1876 die Werksschule „Brunn-Schönegg“ errichtet. 1885 kaufte die Graz-Köflacher Eisenbahn- und Bergbaugesellschaft (GKB) die WKHG. 1889 streikten 600 Brunner Bergleute.
Im Gebiet gab es eine Reihe von kleineren Bergbaubetrieben, wie jenen des Gewerken Habisch und die Bergbaue Lampel, Rudner, Wantschura, Schelch, Mathans, den Karl und Franz Josefine-Stollen sowie die Steirische Bergbau GmbH. Im Hauptbetrieg Kopreinigg gab es fünf Abbaue. Diese Bergbaue waren durch eine Feldbahn mit 600 mm Spurweite mit dem Bahnhof Pölfing-Brunn verbunden, wo die Verladung in die Züge der Wieserbahn oder der Sulmtalbahn erfolgte. 1920 wurde der 340 m lange Irma-Tunnel geschlagen. 1924 wurde der Betrieb stillgelegt und die Feldbahn von Kopreinigg nach Pölfing-Brunn abgetragen. Der nördliche Teil des Irma-Stollens blieb erhalten, er war die letzte sichtbare Tagöffnung im Bergbaurevier von Wies. Sicherungsmaßnahmen wurden ab 2022 abgewickelt, in deren Rahmen entstand eine Erinnerungsstätte des Montanhistorischen Lehrpfades Pölfing-Brunn. Sie befindet sich am Ortsausgang Schönegg südlich von Pölfing-Brunn beim Bauernhof Strohmaier-Leitensima ⊙.
1897 wurden nach dem Einsturz des Hauptschachtes der Brunner Gruben diese allmählich geschlossen. 1907 wurde Pölfing-Brunn durch die Eröffnung der Eisenbahn Leibnitz – Pölfing-Brunn (Sulmtalbahn) an den Schienenverkehr angeschlossen. Der Kohleabbau erfolgte zwischen 1918 und 1929 durch kleinere Gruben. 1924 wurde der Pölfing-Brunner Hauptschacht geschleift, 1925 der Bergla-Schacht abgeteuft. Das Werk Jagernigg wurde 1932 durch die GKB aufgeschlossen.
Die Gemeinde hatte bis 1920 den Namen Jagernigg.
Während des nationalsozialistischen Juliputsches 1934 war es in der Gemeinde anfangs ruhig geblieben, weswegen der Großteil der Besatzung des Gendarmeriepostens in Richtung Eibiswald abgegangen war, um dort bei der Befreiung des in NS-Geiselhaft befindlichen Bürgermeisters von Wies mitzuwirken. Spätabends erschien jedoch ein Lkw mit Putschisten im Ort und forderte die Übergabe des nur mehr mit vier Mann besetzten Gendarmeriepostens. Als dies abgelehnt wurde, kappten die Putschisten die Telefonleitung des Postens und besetzten auch das Postamt des Ortes. Als die Aufständischen in den nächsten Stunden weitere Verstärkung erhielten, entschied sich der Kommandant schließlich für die Übergabe des Gendarmeriepostens, dessen Waffen entwendet wurden. Die Aufständischen, denen auch ein ehemaliger Generaldirektor der GKB angehörte, durchsuchten auch Vereinsgebäude sowie Privathäuser und -wohnungen nach Waffen, ehe sie wieder verschwanden. Im Gegensatz zu den meisten übrigen Orten des Bezirks war das Intermezzo der versuchten nationalsozialistischen „Machtergreifung“ hier ohne Schießereien und Blutvergießen abgelaufen. 66 Personen wurden wegen Beteiligung am Juliputsch verhaftet, darunter nicht wenige Bergarbeiter, von denen eine Reihe zu längeren Haftstrafen verurteilt wurden.
Nach dem Zweiten Weltkrieg erfolgte die allmähliche Schließung der Anlagen. 1950 wurde die Jagernigger Belegschaft nach Pölfing-Bergla überstellt, 1961 100 Bergarbeiter des Werkes Habisch entlassen, das 1967 geschlossen wird. Im selben Jahr wurde auch die Sulmtalbahn eingestellt. 1975 musste schließlich auch das Werk Pölfing-Bergla geschlossen werden.
1958 wurde mit dem Bau der heutigen Pfarrkirche begonnen, die 1961 fertiggestellt wurde. Die Erhebung zur Pfarre erfolgte 1977, der Ort selbst wurde 1986 zum Markt erhoben. Nach der Eröffnung des Bergbau-Schaustollens im Jahr 1988 folgte 1994 der Bau des Amtshauses und die Neugestaltung des Marktplatzes. 1997 errichtete die Gemeinde ein Musikheim, im Jahr 2000 folgte der Spatenstich für die Terrassensiedlung und 2001 für den Gewerbepark. Im August 2005 wurde die Gemeinde durch ein schweres Hochwasser in Mitleidenschaft gezogen.

## Bevölkerung

### Bevölkerungsentwicklung
Die Bevölkerungsentwicklung der Gemeinde Pölfing-Brunn ist ein Spiegel der bewegten Bergbau-Vergangenheit der Gemeinde. So verdoppelte sich die Bevölkerung zwischen 1869 und 1880 auf Grund der neuerschlossenen Gruben und sank zwischen 1890 und 1900 um 40 %, nachdem Gruben in Brunn geschlossen worden waren. Von 1910 auf 1971 stieg die Bevölkerungszahl an, seither sinkt sie wieder.

### Bevölkerungsstruktur
Die Gemeinde hatte laut Volkszählung 2001 1.785 Einwohner. 97,2 % der Bevölkerung hatten die österreichische Staatsbürgerschaft. Zur römisch-katholischen Kirche bekannten sich 93,9 % der Einwohner, 3,9 % waren ohne religiöses Bekenntnis.

## Kultur und Sehenswürdigkeiten

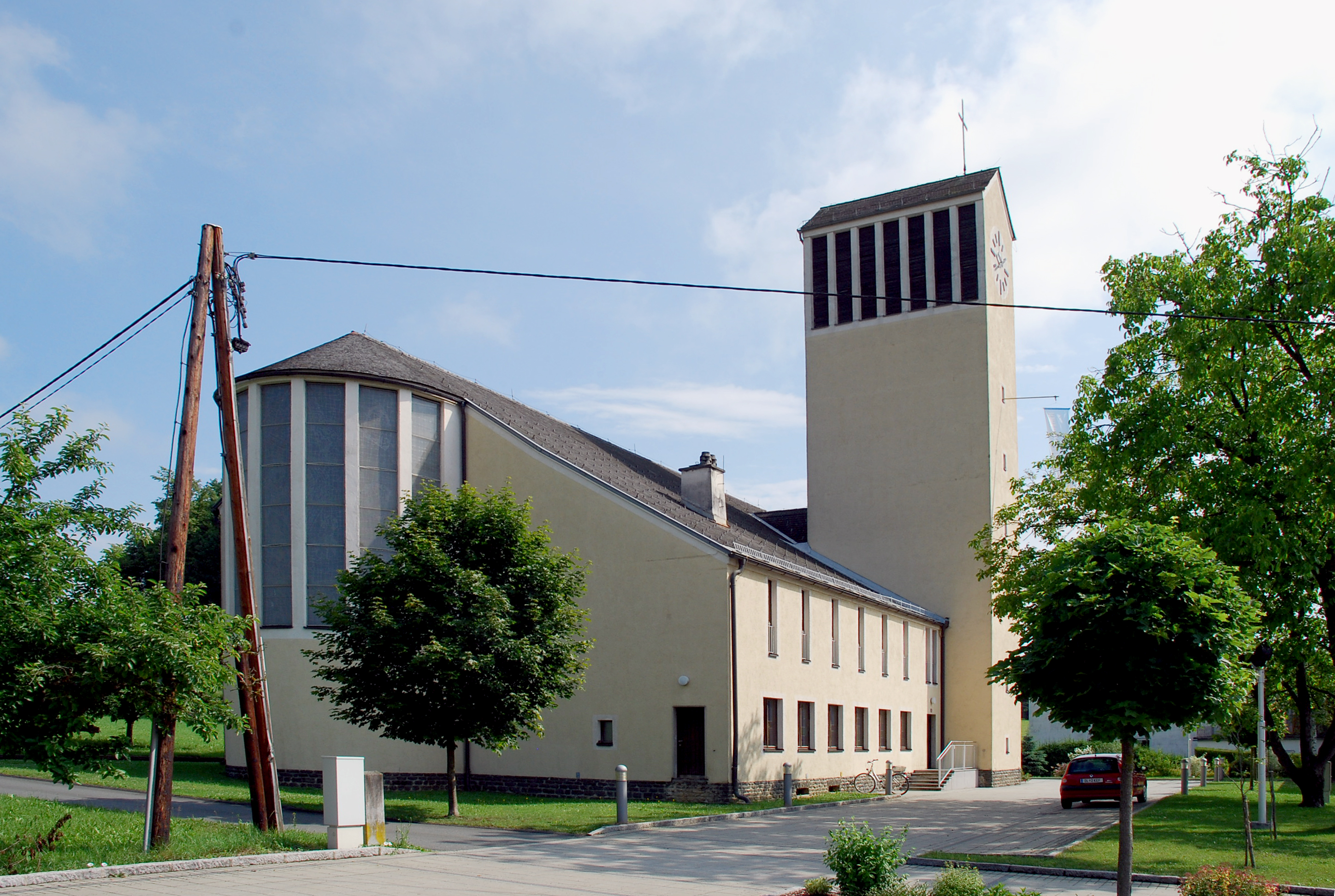
Pfarrkirche Pölfing-Brunn

- Katholische Pfarrkirche Pölfing-Brunn Maria Königin

- Ein Zeuge für den ehemaligen Kohlebergbau in der Gemeinde ist mit dem Bergbauschaustollen Pölfing-Brunn 1988 zugänglich gemacht worden. Hier wurde unter Mithilfe von pensionierten Bergleuten, Marktgemeinde und Kulturverein in den Kellergewölben der ehemaligen Werksschule ein Szenario des Kohlebergbaus nachgebildet. Hinzu kommen zahlreiche Exponate aus der Geschichte des Bergbaus.

- Im Ortsteil Schönegg im Süden der Gemeinde befindet sich beim Habischbichl ⊙ ein Bildstock, der um 1720 errichtet worden sein dürfte. Er wird auch „Habischkapelle“ genannt, ist der Hl. Barbara geweiht und wurde nach einer grundlegenden Sanierung (inkl. neuem Fundament) am 21. August 2021 neuerlich geweiht.[11]

## Wirtschaft und Infrastruktur
Laut Arbeitsstättenzählung 2001 gab es 66 Arbeitsstätten mit 394 Beschäftigten in der Gemeinde sowie 558 Auspendler und 239 Einpendler. Wichtigste Branchen sind der Handel, das Bauwesen und die Sachgüterproduktion. Es gab 46 land- und forstwirtschaftliche Betriebe (davon 20 im Haupterwerb), die zusammen 540 ha bewirtschafteten (1999).
Die Verkehrserschließung erfolgt über Pölfing Brunnerstraße L 605 und die Graz-Köflacher Bahn.
Die Gemeinde bildet gemeinsam mit Eibiswald und Wies den Tourismusverband „Südliche Weststeiermark“. Dessen Sitz ist in Eibiswald.

## Politik

### Gemeinderat
Der Gemeinderat hat 15 Mitglieder.
- Nach den Gemeinderatswahlen in der Steiermark 2005 hatte der Gemeinderat folgende Verteilung: 11 SPÖ und 4 ÖVP.[13]
- Nach den Gemeinderatswahlen in der Steiermark 2010 hatte der Gemeinderat folgende Verteilung: 8 SPÖ, 6 ÖVP und 1 Bürgerliste Pölfing-Brunn.[14]
- Nach den Gemeinderatswahlen in der Steiermark 2015 hatte der Gemeinderat folgende Verteilung: 8 ÖVP, 5 SPÖ und 2 FPÖ.[15]
- Nach den Gemeinderatswahlen in der Steiermark 2020 hat der Gemeinderat folgende Verteilung: 9 ÖVP und 6 SPÖ.[16]

### Bürgermeister
- bis 2011 Horst Pölzl (SPÖ)
- 2011–2013 Thomas Tschiltsch (ÖVP)
- 2013–2014 Engelbert Gerstl Regierungskommissär
- 2014–2023 Karl Michelitsch (ÖVP)
- seit 2023 Hannes Schlag (ÖVP)

Die Gemeindepolitik wurde lange Zeit von der SPÖ dominiert. Lag die Partei 2000 noch bei 48,94 % und damit knapp unterhalb der absoluten Stimmenmehrheit, so erreichte die SPÖ bei den Gemeinderatswahlen 2005 mit einem plus von 23,33 % einen Stimmanteil von 72,27 % und damit die Zweidrittelmehrheit. Die SPÖ gewann dadurch drei Mandate von der ÖVP, die von 44,43 % auf 27,73 % schrumpfte.
Die FPÖ und die Namensliste Friedrich Baumrucker, die 2000 den Einzug in den Gemeinderat nicht erreicht hatten, traten 2005 nicht mehr an. Das Mandatsverhältnis 2005 ergab 11 Mandate für die SPÖ und 4 für die ÖVP.

Im Jänner 2008 traten sechs Gemeinderäte der SPÖ (darunter auch der Vizebürgermeister und SPÖ Bezirksgeschäftsführer) wegen Unstimmigkeiten mit dem SPÖ-Bürgermeister zurück.
Die Gemeinderatswahlen am 21. März 2010 ergaben für die SPÖ 51,80 % (−20,47 %), ÖVP 39,49 % (+11,76 %) und für die erstmals kandidierende Bürgerliste Pölfing-Brunn 8,71 %, somit einen Mandatsstand von 8:6:1.
Die Gemeinderatswahlen am 19. Jänner 2014 ergaben für die SPÖ 44,32 % (−7,48 %), ÖVP 37,38 % (−2,11 %) und für die wieder kandidierende FPÖ 18,30 %, somit einen Mandatsstand von 7:6:2. Die Bürgerliste kandidierte nicht mehr, die Wahlbeteiligung betrug 74,98 %. In der konstituierenden Sitzung am 14. Februar 2014 wurde in einer Kampfabstimmung der ÖVP-Kandidat Karl Michelitsch zum Bürgermeister gewählt. Die SPÖ stellte mit Michael Strametz den Vizebürgermeister und mit Gerhard Schreiner den Gemeindekassier. Die folgende Gemeinderatswahl fand im Frühjahr 2015 statt. Die Wahlbeteiligung betrug 77,47 %, das Wahlergebnis lautete:
- ÖVP 535 Stimmen = 49,68 % – 8 Mandate
- SPÖ 384 Stimmen = 35,65 % – 5 Mandate
- FPÖ 158 Stimmen = 14,67 % – 2 Mandate

Nach fünf Jahren wurde erneut der Gemeinderat im August 2020 wie folgt gewählt:
- ÖVP 490 Stimmen = 56,71 % – 9 Mandate
- SPÖ 333 Stimmen = 38,54 % – 6 Mandate
- FPÖ   41 Stimmen =   4,75 % – 0 Mandate

In der darauf folgenden konstituierenden Sitzung wurde Karl Michelitsch wieder zum Bürgermeister gewählt. Er legte jedoch sein Mandat vorzeitig in der Gemeinderatssitzung vom 3. April 2023 nieder, Hannes Schlag von der ÖVP Fraktion wurde daraufhin in derselben Sitzung zum Bürgermeister gewählt.

### Wappen
Die Verleihung des Gemeindewappens erfolgte am 1. September 1974, wobei das Wappen der Gemeinde Pölfing-Brunn zweigeteilt ist. Im oberen Wappenbereich sind drei blaue Wellenpfähle auf silbernem Grund dargestellt, der untere Wappenbereich ist von den gekreuzten, silbernen Bergwerkszeichen „Schlägel und Eisen“ auf schwarzem Grund geprägt.
Die Wellenpfähle der oberen Wappenhälfte symbolisieren dabei die drei Katastralgemeinden, die von der Sulm durchflossen werden. Weiters symbolisieren sie das Wasser im Allgemeinen sowie den Namen Brunn. Die Bergwerkszeichen „Schlägel und Eisen“ stehen wiederum für die enge Verbindung zum Bergbau, wobei die schwarze Grundfarbe die Kohle symbolisiert.

## Persönlichkeiten

### Söhne und Töchter der Gemeinde
- Karl Klancnik (1925–1976), Bergmann, Betriebsrat, Gewerkschafter und Politiker (SPÖ)